# Australisch tenniskampioenschap 1940
De 33e editie van het Australische grandslamtoernooi, het Australisch tenniskampioenschap 1940, werd gehouden van 19 tot en met 29 januari 1940. Voor de vrouwen was het de 19e editie. Het toernooi werd gespeeld op de grasbanen van het White City Stadium te Sydney.

## Belangrijkste uitslagen
Mannenenkelspel

Finale: Adrian Quist (Australië) won van Jack Crawford (Australië) met 6-3, 6-1, 6-2
Vrouwenenkelspel

Finale: Nancye Wynne (Australië) won van Thelma Coyne-Long (Australië) met 5-7, 6-4, 6-0
Mannendubbelspel

Finale: John Bromwich (Australië) en Adrian Quist (Australië) wonnen van Jack Crawford (Australië) en Vivian McGrath (Australië) met 6-3, 7-5, 6-1
Vrouwendubbelspel

Finale: Thelma Coyne-Long (Australië) en Nancye Wynne-Bolton (Australië) wonnen van Joan Hartigan Bathurst (Australië) en Emily Niemeyer (Australië) met 7-5, 6-2
Gemengd dubbelspel

Finale: Nancye Wynne-Bolton (Australië) en Colin Long (Australië) wonnen van Nell Hall-Hopman (Australië) en Harry Hopman (Australië) met 7-5, 2-6, 6-4
Meisjesenkelspel

Finale: Joyce Wood (Australië) won van G. Fischer (Australië) met 6-2 6-1 
Meisjesdubbelspel

Winnaressen: Alison Burton (Australië) en Joyce Wood (Australië)
Jongensenkelspel

Winnaar: Dinny Pails (Australië)
Jongensdubbelspel

Winnaars: William Edwards (Australië) en Dinny Pails (Australië)
1905 · 1906 · 1907 · 1908 · 1909 · 1910 · 1911 · 1912 · 1913 · 1914 · 1915 · 1916–1918 · 1919 · 1920 · 1921 · 1922 · 1923 · 1924 · 1925 · 1926 · 1927 · 1928 · 1929 · 1930 · 1931 · 1932 · 1933 · 1934 · 1935 · 1936 · 1937 · 1938 · 1939 · 1940 · 1941–1945 · 1946 · 1947 · 1948 · 1949 · 1950 · 1951 · 1952 · 1953 · 1954 · 1955 · 1956 · 1957 · 1958 · 1959 · 1960 · 1961 · 1962 · 1963 · 1964 · 1965 · 1966 · 1967 · 1968
↓ open tijdperk ↓
1969 (m-v-md-vd-gd) · 1970 (m-v-md-vd) · 1971 (m-v-md-vd) · 1972 (m-v-md-vd) · 1973 (m-v-md-vd) · 1974 (m-v-md-vd) · 1975 (m-v-md-vd) · 1976 (m-v-md-vd) · jan 1977 (m-v-md-vd) · dec 1977 (m-v-md-vd) · 1978 (m-v-md-vd) · 1979 (m-v-md-vd) · 1980 (m-v-md-vd) · 1981 (m-v-md-vd) · 1982 (m-v-md-vd) · 1983 (m-v-md-vd) · 1984 (m-v-md-vd) · 1985 (m-v-md-vd) · 1986 · 1987 (m-v-md-vd-gd) · 1988 (m-v-md-vd-gd) · 1989 (m-v-md-vd-gd) · 1990 (m-v-md-vd-gd) · 1991 (m-v-md-vd-gd) · 1992 (m-v-md-vd-gd) · 1993 (m-v-md-vd-gd) · 1994 (m-v-md-vd-gd) · 1995 (m-v-md-vd-gd) · 1996 (m-v-md-vd-gd) · 1997 (m-v-md-vd-gd) · 1998 (m-v-md-vd-gd) · 1999 (m-v-md-vd-gd) · 2000 (m-v-md-vd-gd) · 2001 (m-v-md-vd-gd) · 2002 (m-v-md-vd-gd) · 2003 (m-v-md-vd-gd) · 2004 (m-v-md-vd-gd) · 2005 (m-v-md-vd-gd) · 2006 (m-v-md-vd-gd) · 2007 (m-v-md-vd-gd) · 2008 (m-v-md-vd-gd) · 2009 (m-v-md-vd-gd) · 2010 (m-v-md-vd-gd) · 2011 (m-v-md-vd-gd) · 2012 (m-v-md-vd-gd) · 2013 (m-v-md-vd-gd) · 2014 (m-v-md-vd-gd) · 2015 (m-v-md-vd-gd) · 2016 (m-v-md-vd-gd) · 2017 (m-v-md-vd-gd) · 2018 (m-v-md-vd-gd) · 2019 (m-v-md-vd-gd)  · 2020 (m-v-md-vd-gd) · 2021 (m-v-md-vd-gd) · 2022 (m-v-md-vd-gd) · 2023 (m-v-md-vd-gd) · 2024 (m-v-md-vd-gd) · 2025 (m-v-md-vd-gd)
Lijst van Australian Openwinnaars